# J'ai le droit aussi
Singles par Calogero
Avant toi
(2015) Je joue de la musique
(2017)
J'ai le droit aussi est une chanson de Calogero sortie en 2014. C'est le sixième single extrait de son album Les Feux d'artifice.

## Thème de la chanson
Il s'agit d'une chanson qui parle de l'homosexualité et d'un homme qui a peur de la réaction des gens, mais surtout, de sa famille, s'ils apprenaient qu'il est homosexuel. C'est une chanson sur la tolérance, mais, aussi, sur l'angoisse des jeunes qui sont homosexuels. (« Tant pis si ça choque / Je ne veux plus avoir peur / Un homme est un homme / Peu importe où va son cœur »).

## Clip
Le clip met en scène un lycéen qui est amoureux d'un autre garçon. La peur de la réaction des parents est montrée lors de la séquence de la « table » où l'on voit les parents, ainsi que sa sœur avec son petit copain, heureux, et le jeune garçon, plutôt, embêté notamment lorsque sa sœur et son ami s'embrassent.
Il est réalisé par Benoît Pétré avec Bérenger Anceaux et Gabriel Washer.

## Classements
| Classement                              | Meilleure position |
| --------------------------------------- | ------------------ |
| Belgique (Wallonie Ultratop 50 Singles) | 29                 |
| France (SNEP)                           | 158                |